# Antonio Basurto
Antonio Basurto (Lecce, 28 agosto 1917 – Roma, 20 dicembre 2007) è stato un cantante italiano.

## Biografia
Frequentò gli studi a Napoli ed entrò nel coro della Scarlatti, di cui fece parte fino al 1939, anno del suo diploma all'istituto Elena di Savoia, quando vinse il concorso per voci nuove indetto dall'EIAR e debuttò il 27 luglio lanciando Ultime foglie di Umberto Bertini e La piccinina di Eldo Di Lazzaro, sotto la guida dell'orchestra di Saverio Seracini, divenendo immediatamente riconoscibile per la voce potente e l'intonazione lievemente nasale.
Ufficiale durante la seconda guerra mondiale, dopo l'armistizio fu arrestato dai tedeschi e restò in prigione fino all'arrivo degli alleati.

### Il teatro di rivista
Alla fine del conflitto lavorò con le compagnie di rivista al fianco di Renato Rascel, Aldo Fabrizi e Lydia Johnson, debuttando in Argentina nel 1948 e venendo conosciuto con il soprannome di Rabagliati napoletano.
Nel 1951, dopo Mario Abbate, che lanciò la canzone a Piedigrotta, e ad alcuni giorni di distanza da Giacomo Rondinella, che la portò al successo, anche Basurto interpretò Malafemmena di Totò.

### I festival

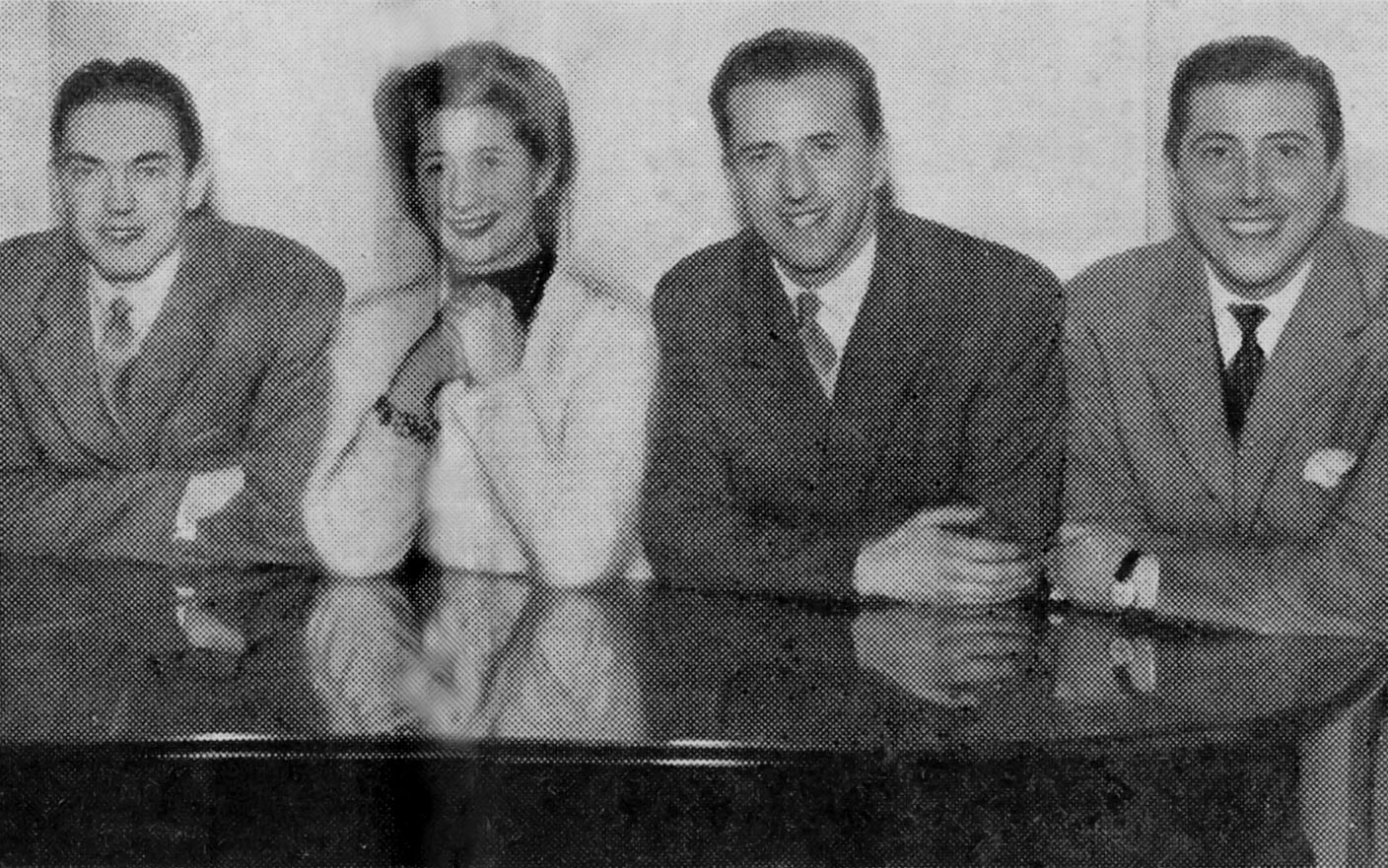
Franco Rovi, Vittoria Mongardi il maestro Cergoli e Antonio Basurto negli studi di Radio Rai 1951

Negli anni cinquanta partecipò a quattro Festival di Napoli: '52 (dove cantò 'E cummarelle, finalista in coppia con Gino Latilla, Nun è curaggio, è ammore del Maestro Carlo Alberto Rossi assieme ad Achille Togliani, 'A litoranea con Gino Latilla ed A spingola ripetuta da Nilla Pizzi), '54 (dove cantò 'Na chitarra sta chiagnenno in coppia con Achille Togliani e Rota 'e fuoco e faccia 'e neve ripetuta da Gino Latilla), '56 (dove interpretò il brano Manname 'nu raggio 'e sole in coppia con Nunzio Gallo che diverrà un grande successo anche di Luciano Virgili, 'A quaterna ripetuta da Aurelio Fierro, 'A palummella in duo con Grazia Gresi, ripetuta dal duo Mara Del Rio ed Aurelio Fierro e Tre rose rosse in coppia con Mara Del Rio) e '58 (dove portò in finale Serenata arraggiata con Giacomo Rondinella e cantò 'O palluncino in duo con Gloria Christian, ripetuta da Nino Taranto).
Partecipò al Festival di Sanremo 1955 con Un cuore in coppia con Gianni Ravera, Una fotografia nella cornice in coppia con Natalino Otto e Cantilena del trainante ripetuta da Jula de Palma.
Nel 1957 vinse il Festival di Ischia con la canzone Na casa a Ischia.
Nel 1961 gli organizzatori del Festival di Napoli gli chiesero un milione e mezzo di lire per poter essere ammesso in gara; ovviamente non accettò e da quel momento si ritirò dalle scene.
Altri suoi successi: Vecchia Roma, Pasquale militare, Me so' mbriacato 'e sole, Mandulinate 'e sera, Zì Nicola, Tutt'e ssere, Ischia, parole e musica.
È apparso anche come attore cinematografico in otto film tra il 1949 e il 1954.

## Filmografia
- Marechiaro di Giorgio Ferroni (1949)
- Tormento di anime, regia di Cesare Barlacchi (1951)
- Chi è senza peccato..., regia di Raffaello Matarazzo (1952)
- Papà ti ricordo, regia di Mario Volpe (1952)
- Il prezzo dell'onore, regia di Ferdinando Baldi (1953)
- Anna perdonami, regia di Tanio Boccia (1953)
- Passione, regia di Max Calandri (1953)
- Trieste cantico d'amore, regia di Max Calandri (1954)

## Discografia parziale

### Singoli
- 1947 – Mare/Campane d''o Gesù
- 1948 – Volerti tanto bene/Sospiratella (Cetra, DC 4794; lato A canta Alfredo Clerici)
- 1948 – A Ka-li-ka-li-ko/Se tu m'ami non so (Cetra, DC 4795; lato A con Nilla Pizzi; lato B canta Alfredo Clerici)
- 1949 – Me so 'mbriacato 'e sole/Napulitanamente (Cetra, DC 4925)
- 1949 – Sempre qui/Canta la nostalgia (Cetra, DC 4930)
- 1949 – I Cadetti di Guascogna/Oh, Jolanda!... (Cetra, DC 4958; lato A canta Clara Jaione; lato B con Clara Jaione)
- 1949 – Mimì e Cocò/Bolognesina mia (Cetra, DC 4984; con Clara Jaione)
- 1950 – Addio sogni di gloria/Quando il fiume (Cetra, DC 5107)
- 1950 – La signora di trent'anni fa/Sempre (Cetra, DC 5120; lato B canta Tino Vailati)
- 1951 – Zoccoletti/Luciane'...Lucianella (Cetra, DC 5253)
- 1951 – Senza chitarra/Cinesini (Cetra, DC 5260)
- 1951 – Samba ciociara/Lucia... Lucì!... (Cetra, DC 5303; lato A canta Nilla Pizzi)
- 1951 – Mala femmene/'A sigaretta (Cetra, DC 5361)
- 1951 – Che m'ha saputo fa (stu quartu 'e luna)/Pezzullo 'e paraviso (Cetra, DC 5365)
- 1951 – Mezzanotte senza 'e stelle/Femmene, sciure e musica (Cetra, DC 5390; lato A canta Nino Nipote)
- 1951 – Cielo 'e Surriento/'E zucculille (Cetra, DC 5448)
- 1952 – Quanno staie cu mme'/Aggio perduto o suonno... (Cetra, DC 5505)
- 1952 – 'A litoranea/Nustalgia (Cetra, DC 5578; lato B canta Nino Nipote)
- 1952 – Nun è curaggio è ammore/'E cummarelle (Cetra, DC 5579)
- 1952 – 'A spingola/Cara Lucia (Cetra, DC 5580; lato B canta Domenico Attanasio)
- 1953 – 'E surdatielle/Tutt'azzurro (Cetra, DC 5814)
- 1953 – 'E chistu passo/Pasquale militare (Cetra, DC 5816)
- 1953 – Dannazione d'o core/Poveri rrose (Cetra, DC 5848; lato B canta Nino Nipote)
- 1954 – Canta cu' mme/Rota 'e fuoco e faccia 'e neve (Cetra, DC 6020; lato A canta Nino Nipote)
- 1954 – Tarantella d'e vase/Canzona appassionata (Cetra, DC 6198)
- 1954 – 'O surdato 'nnammurato/Comme facette mammeta (Cetra, DC 6199)
- 1954 – Qui fu Napoli/Nun so' geluso (Cetra, DC 6200)
- 1954 – 'E llampadine/'O cunto 'e Mariarosa (Cetra, DC 6201)
- 1955 – Cantilena del trainante/Era un omino (piccino piccino) (Cetra, DC 6264; lato B canta Clara Jaione)
- 1955 – Zucchero e pepe/Una fotografia nella cornice (Cetra, DC 6265; lato A canta Clara Jaione)
- 1955 – Sentiero/Un cuore (Cetra, DC 6269; lato A canta Bruno Pallesi)
- 1955 – Buongiorno a Napule/Gennariello 'americano (Cetra, DC 6377)
- 1955 – Suare'/'O sciupafemmene (Cetra, DC 6378)
- 1957 – Cantammola 'sta canzone/Lazzarella (Cetra, DC 6774)
- 1958 – 'A padrona d'o Caffè/Pecchè me faie suffrì
- 1958 – Serenata arraggiata/'O palluncino (Vis Radio, Vi MQN 36140; lato B canta Gloria Christian)
- 1960 – Vecchia Roma/Il sole sorge a Roma
- 1960 – 'O ciondolo/Autunno (PIG, PI 7034)
- 1960 – Johnny Rock/La signora di trent'anni fa (Italmusica; M. 20001; lato A canta Angela)
- 1960 – Manuela/Serenata a chi mi pare (IPM, IP 3018)
- 1961 – Zì Nicola/Cha cha cha abruzzese (IPM, IP 3031)
- 1961 – La pasturella della Maiella/Tutte le funtanelle (IPM, IP 3043)
- 1961 – La latteria/La pasturella della Maiella (IPM, IP 3084)
- 1962 – La bandicella/Cumpà quali è stu tuisse? (IPM, IP IP 3115)
- 1962 – 'O pittore 'nnammurato/Please a cca, please a llà (SIR, TS 9005)
- 1962 – Avvicinati/Manuela (SIR, TS 9006)

### EP
- 1957 – 'Na casa a Ischia/Ischia se chiamma/Ischia, parole e musica/Ischia (Vis Radio, ViMQN 14109)

### Album
- 1964 – Napoli canta... (PIG, AVA 701; con Mimmo Di Lello)

### Partecipazioni
- 1953 – Piedigrotta '53 (Cetra, LPA 5; con Nino Nipote, Maria Vittoria)
- 1953 – 5º Festival della canzone - Sanremo 1955 (Cetra, LPA 21-22 (doppio); con Bruno Pallesi, Tullio Pane ed altri)
- 1958 – VI° Festival di Napoli Vol. I (con Mario Abbate, Gloria Christian, Nick Pagano e Claudio Terni)